# Румейская литература
Румейская литература — литература румеев, этнолингвистической группы греков Приазовья, написанная на румейском языке, разновидности новогреческого языка. Состоит преимущественно из поэзии.
Румейская литература развивалась со второй половины XIX века. Она тесно связана с фольклорной традицией румеев, впитавшей в себя черты культуры народов, с которыми румеи контактировали, а именно сначала с крымскотатарской культурой (в Крыму), а позднее с русской и украинской (в Приазовье).

## История
Первый этап румейской литературы — творчество румейских рапсодиев конца XIX — начала XX века, таких как Леонтий Хонагбей (1853—1918) и Демьян Богадица (1850—1906), а также поэтов Христофора Папуша, Василия Шанона, Фроси Зурнаджи и Илсивет Хараман. Произведения этого периода передавались преимущественно в устно-песенной форме, поскольку румеи потеряли письменность ещё до переселения в Приазовье.

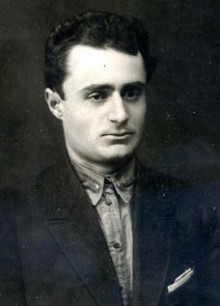
Георгий Костоправ (1903—1938), основатель румейской поэзии

Следующий этап — румейская советская литература 1930-х годов, основанная Георгием Костоправом (1903—1938) и литературной группой, которую он возглавлял. Изначально в литературную группу Костоправа входило девять человек, к 1937 году — более тридцати. Молодые литераторы писали преимущественно поэтические произведения, пользуюсь малоянисольским и сартанским наречиями румейского языка. Они публиковались в Мариуполе в газете «Коллективистис», альманахах «Флогоминитресспитес» и «Неотита», детском журнале «Пионерос». Пресса того времени плохо сохранилась, но есть образцы творчества таких поэтов как Василий Галла, Александр Диамантопуло и Даниил Теленчи. В конце 1930-х Костоправ и большинство членов его литературной группы были репрессированы, а развитие румейской литературы было прервано.
Третий этап начался после реабилитации покойного Костоправа в 1962 году. Однако советская государственная политика того времени не предусматривала развития национальной культуры, в результате произведения Костоправа публиковались в переводах на русский и украинский языки, а произведения на румейском языке публиковались преимущественно в самиздате. В 1964—1986 годах вышли 12 самиздатских сборников, девять из которых состояли из переводов произведений классиков украинской, русской, грузинской литературы и других подобных произведений.
В 1973 году был издан сборник «Ленин живет» со стихами покойного Костоправа, а также поэтов третьего этапа Григория Данченко, Леонтия Кирьякова и Антона Шапурмы. Это был первый официально изданный сборник того периода на румейском языке, он сопровождался параллельными переводами на украинский язык и был издан благодаря ходатайству известного эллиниста Андрея Белецкого. Начиная с этого сборника, в румейской литературе стала использоваться письменность на основе кириллицы, разработанная Белецким.
Четвёртый этап начался в период Перестройки в связи с либерализацией общественно-политической жизни в Украинской ССР. Этот этап связан с публикацией как произведений поэтов, представляющих поколение Костоправа, так и новых литераторов — Василия Бахтарова, Доната Патричи, Дмитрия Пенеза, Фёдора Шебанца, Дмитрия Папуша, Сергея Быкова, Анатолия Нейфельда, Николая Хороша, Георгия Левченко, Наталии Харакоз.